# Orsogna
Orsogna (Ursógne in abruzzese) è un comune italiano di 3 612 abitanti della provincia di Chieti in Abruzzo.
Insieme ai comuni di Arielli, Canosa Sannita, Filetto e Poggiofiorito ha fatto parte dell'Unione dei comuni della Marrucina fino al 31 dicembre 2012, quando l'ente associato è stato sciolto.
È rinomata per la Festa dei Talami, Quadri biblici viventi, antichissima tradizione che si rinnova ogni anno la mattina del Martedì in Albis (martedì dopo Pasqua) e la sera di Ferragosto.
Dagli anni '90 si è sviluppata notevolmente la sua fama per la produzione di olio e vino.

## Origini del nome
"Orsogna" pare derivare dal nome arcaico di una sua contrada sita nella Valle del Moro presso l'abitato della contrada Rissogna, vale a dire l'odierna contrada Fraia.
Nel XIII secolo compare denominata come Ursonna nella "Historia Diplomatica Federici Secundi" come sede di custodia di prigionieri della Battaglia di Cortenuova vinta da Federico II contro i liberi comuni lombardi nel 1237.
Lo stemma del paese, risalente probabilmente al XVI secolo o comunque successivo all'epoca rinascimentale, è un esempio di "stemma parlante", tipologia classificata e ben nota all'araldica storica: quando i Comuni cominciarono a costituirsi come enti politici ed economici veri e propri nell'Italia basso-medievale e rinascimentale, si diedero una spiegazione toponomastica spesso elementare e priva di aderenze con la realtà storica, ancora ignota; in questo caso la presenza di orsi nel territorio sembrò il fatto più plausibile, poiché la vicina Maiella ne è sempre stata ricca, e dunque un orso rampante venne scelto come emblema del Comune, che si sarebbe chiamato Orsinia e poi Orsonia, per diventare infine Orsogna, dalla leggendaria presenza di una famiglia di orsi in un non meglio identificato remoto passato. 

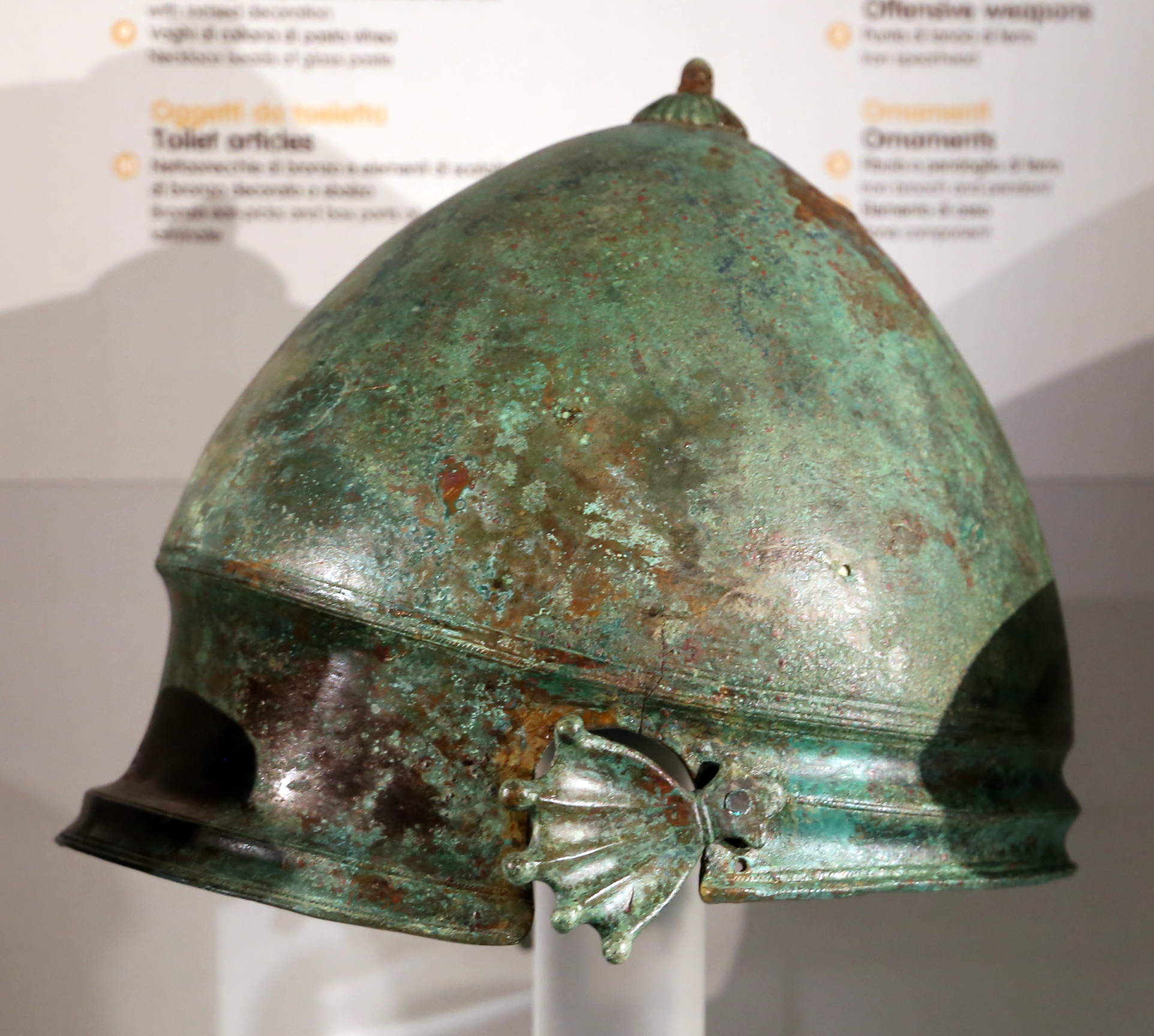
Un elmo militare di importazione etrusca, rinvenuto in contrada San Basile (Museo Archeologico d'Abruzzo, Chieti)

Nel XVIII secolo, quando la nuova ricerca storica di stampo illuminista cominciò ad occuparsi in maniera scientifica dello studio delle fonti, alcuni studiosi locali avanzarono l'ipotesi che il nome del paese potesse derivare da un certo Orso Orsini, Signore del luogo.

## Storia

### Medioevo

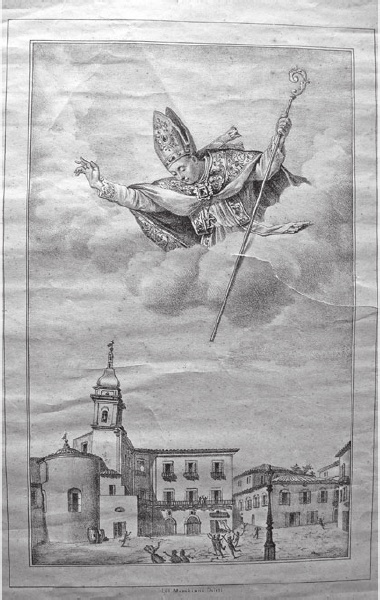
Sant'Emidio ritratto nel cielo di Chieti durante il terremoto di Orsogna del 1881

Nel 1074 Orsonia è proprietà di due feudatari, il sacerdote Adeodato di Pietro e Adamo di Azzo; essi in questo anno donano la chiesa di San Martino (oggi scomparsa) all'eremo benedettino di San Salvatore della Maiella, retto dal priore Ranieri.
Anticamente il paese abruzzese era popolato prevalentemente da contadini, ma vi erano anche dei vasari, dato che il terreno circostante all'abitato è argilloso.

Questi artigiani lavoravano in grotte sotto la rupe rivestita di calanchi del paese, in posizione favorevole protetta dal freddo invernale.

Oggi le grotte degli artigiani sono quasi del tutto abbandonate dal periodo delle due guerre mondiali, ma in molte grotte sono rimasti resti di lavorazione di terracotta.
Il paese appare citato per la prima volta in un diploma del 1151 di Ruggero il Normanno, che faceva dono del feudo all'abbazia di San Salvatore a Maiella, tra queste la chiesa di San Martino apud Ursonia. Nel XIII secolo fece parte della Contea di Manoppello. nel 1294 era sotto il controllo dei Colonna, che eressero il castello che sino al 1943 sorgeva su piazza Mazzini, accanto al teatro comunale. Nel XV secolo il castello passò agli Orsini, anche se i Colonna lo ripresero il 26 agosto 1512. A questi anni risale l'edificazione di una delle più antiche chiese orsognesi, rimaste in piedi sino al 1943-44, la cappella della Madonna del Rifugio, che sorgeva davanti al sagrato della parrocchia di San Nicola. La cappella conservava anche degli statuti molto antichi scritti in volgare, trafugati dopo il terremoto del 1881, e giunti alla biblioteca del Senato.

### Dall'Ottocento al primo Novecento
Nel 1799, durante l'occupazione francese del Regno di Napoli, Orsogna ebbe l'occasione di riscattarsi, dopo decenni di lotte tra la cittadina e la vicina Guardiagrele per i confini territoriali. Il 25 febbraio di quell'anno gli orsognesi partirono con un gruppo di francesi, e assediarono Guardiagrele, bruciandola.
Nel 1881 terremoti di notevole intensità colpirono Orsogna. Una forte scossa si verificò alle ore otto del 10 settembre colpendo anche Lanciano, Castel Frentano, Guardiagrele, Ortona, San Vito, Francavilla e luoghi limitrofi. Esplicativa la cronaca scritta da Beniamino Costantini, allora studente, presente a Orsogna durante il sisma.

Numerose furono le scosse successive: tra il 10 e l'11 settembre 1881, il 22 e 13 novembre e l'11 febbraio 1882. Orsogna subirà ingenti danni, con numerosi morti e feriti. Tuttavia in pochi anni le abitazioni danneggiate furono ricostruite, sicché dalle prime immagini del '900, la cittadina è vista in fiorente sviluppo.
Durante il Risorgimento, Orsogna fu sede di una "vendita" di Carbonari, introdotta nel 1812, e per questo molti liberali antiborbonici vennero processati nel biennio 1848-49. Costoro però vennero graziati da Achille Rosica, "magistrato" dell'Aquila sino al 1855 e consigliere di Francesco I delle Due Sicilie. Il progresso del Risorgimento ebbe effetti positivi a Orsogna, poiché l'ordinamento amministrativo delle contrade andò a suo favore, il paese si dotò di vari terreni sottratti a Guardiagrele, e beneficiò dell'economia agricola. L'edilizia si andò sviluppando fuori dal confine storico di Piano Castello, ossia l'area compresa tra il castello, il piano della chiesa di San Nicola, e i due quartieri del Borgo Romano e San Giovanni, con la chiesa omonima. In particolare venne interessato dallo sviluppo edilizio civile il largo del Mercato, iniziato a chiamare "Piazza G. Mazzini" negli anni '30 del Novecento, poi la via Orientale, il corso Trento e Trieste, ossia il cosiddetto "Quart'abbàll" (quartiere a valle), poi la strada occidentale verso la pineta, intitolato negli anni '50 a Raffaele Paolucci. Negli anni '20 presso la pineta occidentale venne inaugurato il tempietto sacro con Monumento ai caduti della Grande Guerra.

### Orsogna e la seconda guerra mondiale
Nei primi anni della seconda guerra mondiale, tra il 1940 e 1943, Orsogna fu uno dei comuni dell'Abruzzo ad essere designato dalle autorità fasciste come luogo di internamento civile per profughi ebrei stranieri presenti in Italia. Gli internati furono 26, uno dei gruppi più numerosi nella provincia di Chieti. Dopo l'8 settembre 1943 e l'occupazione tedesca, la situazione si fece drammatica. Quattro ex-internati ebrei, arrestati in paese, furono uccisi in un eccidio a San Pietro Ari l'11 gennaio 1944; gli altri riuscirono a nascondersi o darsi alla fuga, raggiungendo le località già liberate dell'Italia meridionale. 
Orsogna fu una delle cittadine abruzzesi a pagare un prezzo sanguinoso e distruttivo per il passaggio del fronte. Il paese era vicino ad Ortona, capo a mare della linea Gustav, che terminava a Cassino, ed era avamposto strategico per il ritiro nella Val di Sangro, presso le montagne. I bombardamenti alleati infatti iniziarono nel novembre e poi il 15-20 dicembre 1943, quando le truppe neozelandesi dell'VIII Armata, conquistata la "Winter Line" del Sangro, cercarono di sfondare la linea del fiume Moro, senza riuscirsi. Orsogna dovette subire 4 attacchi alleati contro i tedeschi, prima di capitolare nel giugno 1944, quando ormai era ridotta a un cumulo di macerie, con il 90% della gente sfollata nelle campagne, o nelle grotte, o negli arconi del rifugio antiaereo.
Dopo che le truppe alleate con la 2ª Divisione neozelandese giunsero nel dicembre del '43 presso il fiume Moro, iniziarono le ostilità e la popolazione fu costretta a rifugiarsi sotto i bastioni medievali o nelle campagne. Per la conquista dell'abitato furono combattute quattro battaglie tra neozelandesi e tedeschi tra il 3 e il 24 dicembre 1943. Tra le truppe tedesche si distinsero i paracadutisti della 1ª Divisione paracadutisti, in particolare il III Battaglione del 4º Reggimento. Gli scontri avvenuti ad Orsogna e nelle sue contrade lungo la Linea Gustav costarono più di 1600 perdite ai neozelandesi e tra le 1800 e le 1950 ai tedeschi. A causa della pressoché totale distruzione dell'abitato, Orsogna viene in alcuni casi definita come la "Cassino dell'Adriatico".

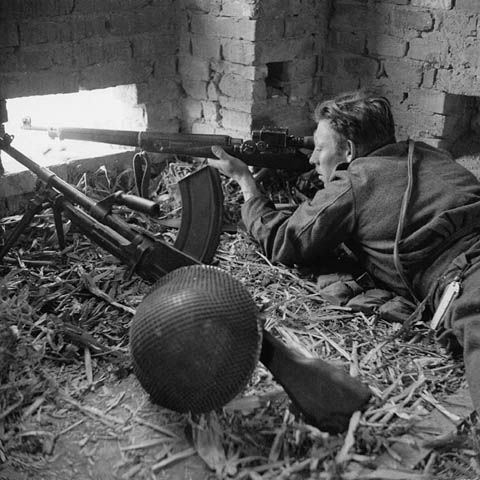
Un cecchino a Orsogna, nel 1944

Gli alleati con la campagna militare del Moro, capitanati dal generale Montgomery, circa il 20 dicembre sfondarono le linee nemiche e si diressero verso Ortona attraverso le contrade di San Donato e Leonardo, giungendo infine in città. I combattimenti si protrassero fino al 27 dicembre con la distruzione della città e la conseguente liberazione. Winston Churchill ricordò la battaglia di Ortona come la Stalingrado d'Italia.
Orsogna, bombardata dagli alleati fino al giugno del 1944, venne liberata soltanto l'8 giugno 1944 dal 184º Reggimento di Fanteria "Nembo" del Corpo italiano di liberazione. La chiesa di San Rocco venne completamente cancellata e così anche il massiccio castello baronale che occupava la piazza (oggi vi sorge l'ufficio postale e un palazzo). La chiesa parrocchiale perse il solaio e una cupola (ne aveva due), mentre la zona del corso principale veniva definitivamente spazzata via. I combattimenti durarono furiosamente nei rispettivi centri di Orsogna, Ortona, Tollo e Canosa Sannita fino a tarda notte del 28 giugno, successivamente si spostarono verso Giuliano Teatino, e restò leso anche il convento francescano.
Ci furono centinaia di sfollati che si rifugiarono presso Chieti nella cattedrale e a Lanciano o a Guardiagrele, che non avevano subìto ingenti danni. Al termine della seconda guerra mondiale Orsogna risultò il centro abruzzese più danneggiato dai bombardamenti dopo Ortona e Gessopalena.
La ricostruzione tuttavia avvenne nella seconda metà del '44 e furono inizialmente ripristinate le due chiese principali, ad opera del genio civile.

### Dal dopoguerra a oggi

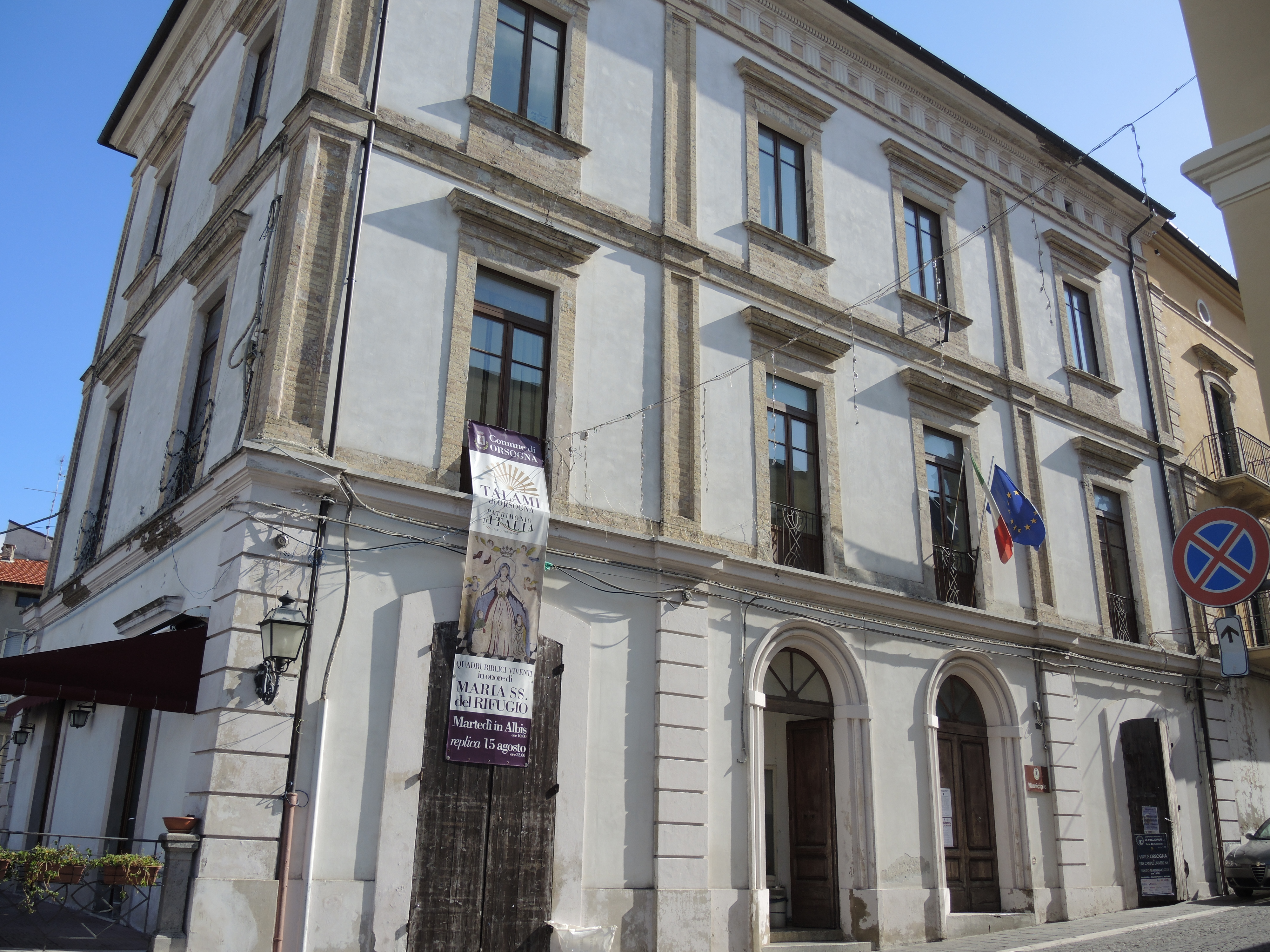
Ex Pretura, oggi War Museum Gustav Line e circolo ENAL

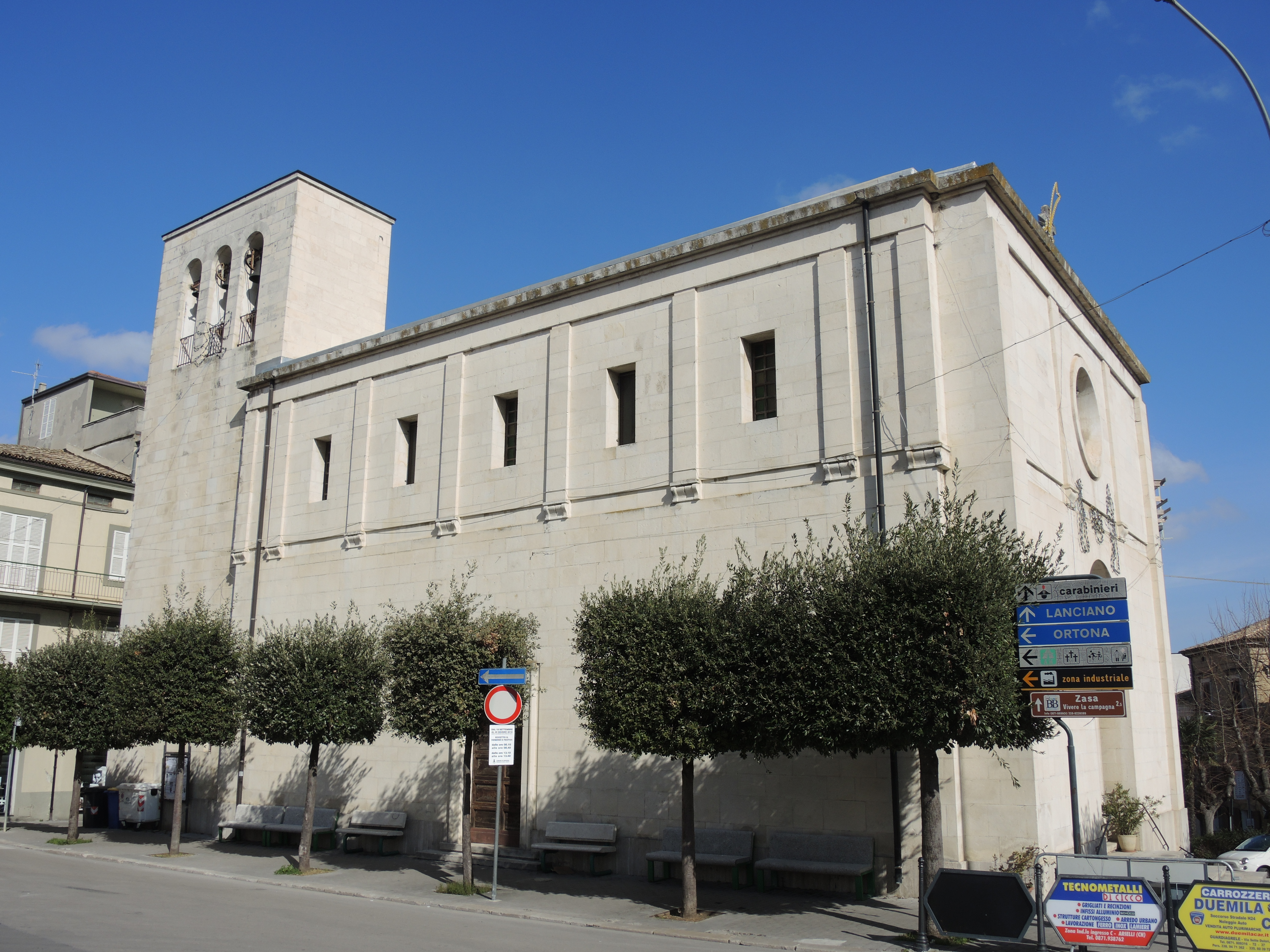
Chiesa di San Rocco

Nel dopoguerra la ricostruzione fu immediata e riuscì solo in parte a recuperare gli edifici più antichi, poiché, con i finanziamenti americani, si pensò a far ripartire immediatamente l'economia e a recuperare una normalità sociale nel più breve tempo possibile, a costo di sacrificare storici monumenti gravemente danneggiati, ma rimasti ancora in piedi, oppure di ricostruire opere distrutte come erano e dove erano, spendendo molti più soldi per un lavoro filologico riedificativo. Fu ripristinata nel 1946 circa la chiesa di San Nicola seguendo più o meno lo stile originale, mentre quella di San Rocco fu costruita ex novo, con uno stile moderno in stile pugliese, del tutto diverso dalla precedente, che aveva visto il tetto gravemente danneggiato. Negli anni '50 furono demolite le parti restanti del castello Colonna e di un palazzo liberty adiacente, così come la cappella del Rifugio presso San Nicola e il palazzo vescovile, nonché la chiesa di San Giovanni, anch'essa irrimediabilmente danneggiata. Negli anni 2000 fu restaurata la storica Torre di Bene (XVII secolo) presso il tratturo, trasformata in galleria d'arte e centro per servizi.
Negli ultimi anni Orsogna ha risentito di un flusso migratorio che non solo si è spostato verso il nord Italia o all'estero, ma anche nelle città vicine come Lanciano, Ortona e Guardiagrele, che potevano garantire un lavoro più sicuro a quelle persone.
Tale fenomeno ha favorito stagnazione economica e sociale, dai primi anni del nuovo Millennio, che solo negli ultimi anni sta lentamente cambiando, con il rilancio turistico ed economico della città, contando soprattutto sull'integrità del territorio circostante, sull'esportazione di prodotti agricoli e del vino prodotto nella cantina sociale civica.

### Simboli

Stemma comunale

Lo stemma e il gonfalone del comune di Orsogna sono stati concessi con decreto del presidente della Repubblica del 13 febbraio 2001.

## Monumenti e luoghi d'interesse

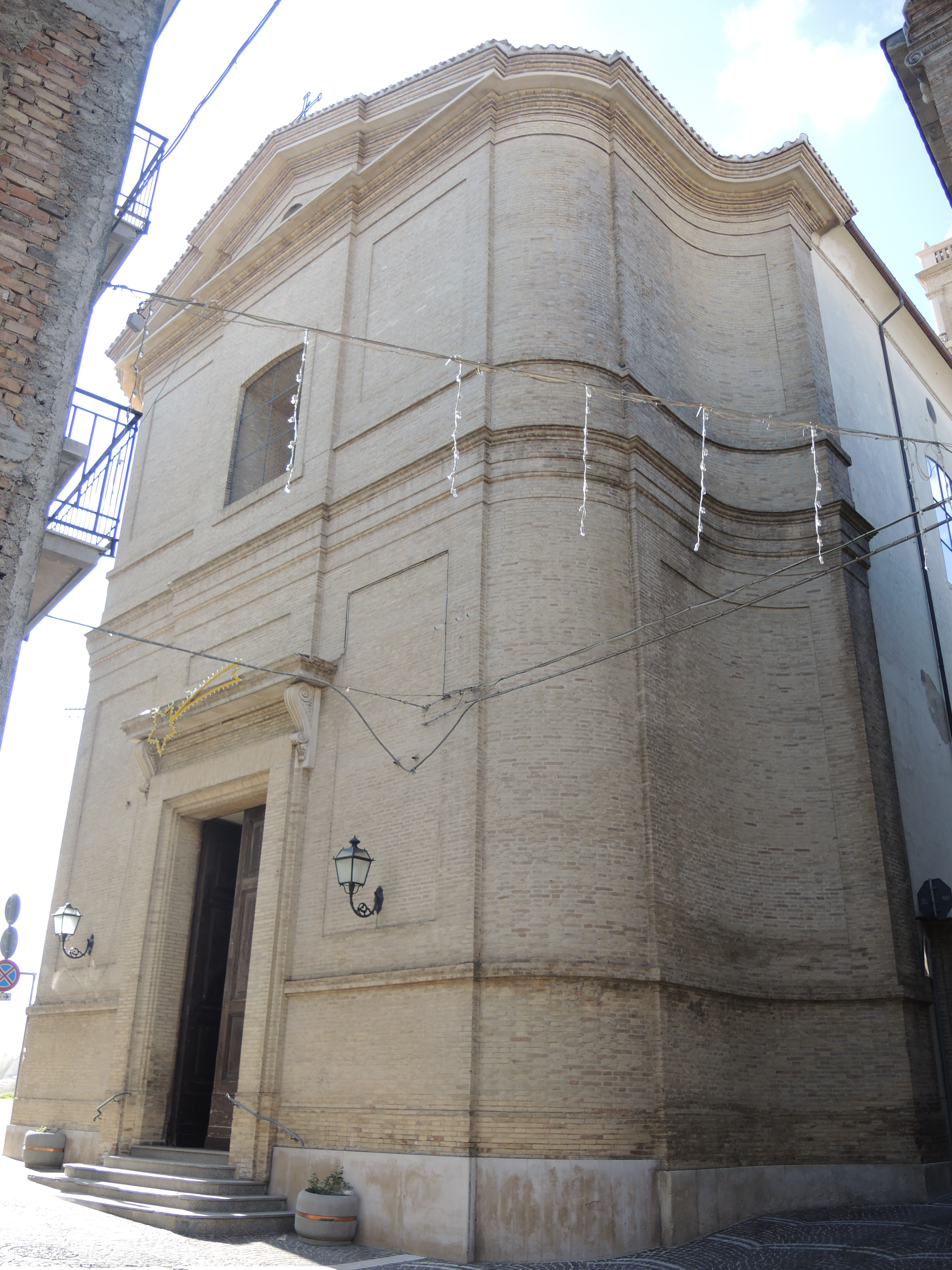
Chiesa di San Nicola

### Architetture religiose
- La chiesa madre o chiesa di San Nicola[12].

Benché di origini medievali (nel 1097 risulta tra i beni del monastero di San Barbato di Pollutri), la chiesa attuale fu ricostruita totalmente alla fine del XVIII secolo per volere di Gioacchino Murat, poi danneggiata gravemente nei bombardamenti del 1943-44, ma ricostruita seguendo lo stile originale. La parrocchia sorge presso via Roma, nella parte alta di Orsogna, ha un aspetto monumentale, con due cupole gemelle sul tetto, un interno barocco molto ampio (anche se i dipinti delle volte e dell'abside risalgono quasi tutti al dopoguerra), a navata unica, e un massiccio campanile all'abruzzese, ossia con una lanterna sulla sommità cuspidata della torre. La chiesa fu seriamente danneggiata nei bombardamenti del 1944 e ricostruita dal genio civile rispettando la struttura originaria. La chiesa è dotata anche della casa canonica e di un giardino con l'edificio per ospitare i pellegrini.
- La chiesa di San Rocco[14].

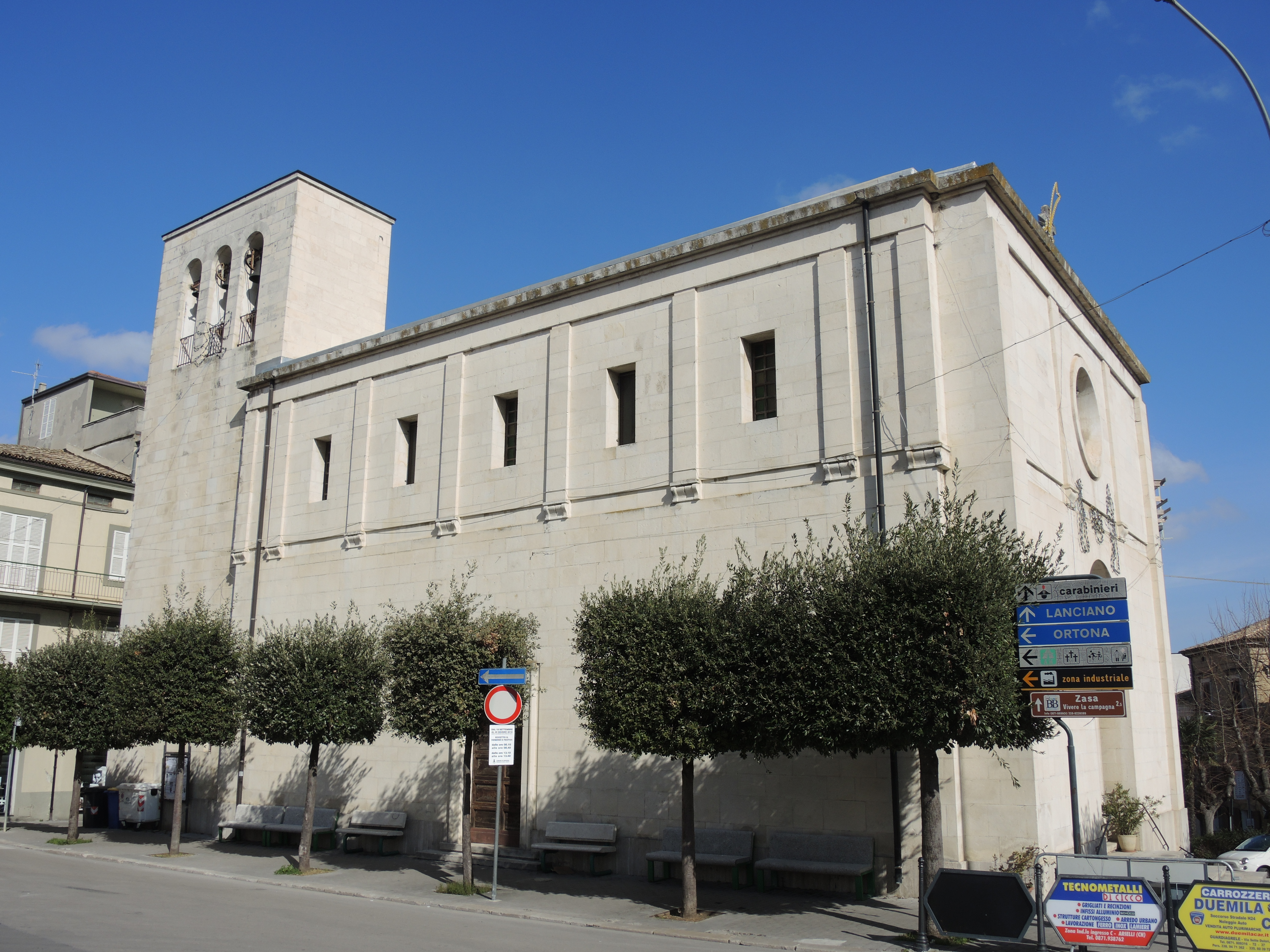
Chiesa di San Rocco

La chiesa fu costruita nel XV secolo fuori le mura, in Largo del Mercato, oggi Piazza Mazzini. Successivamente subì rimaneggiamenti barocchi, con l'erezione di un porticato nel XIX secolo, ma nel bombardamento del 1943-44 fu quasi del tutto distrutta. Restavano in piedi il campanile, due mura perimetrali e la facciata. Il portico laterale gotico era andato perduto per sempre. La chiesa dunque nella fine degli anni '40 fu ricostruita ex novo, usando uno stile severo e spoglio che riecheggia l'arte romanico-fascista. La struttura è rettangolare, in pietra bianca, con semplice facciata decorata da rosone e portale a mosaico, molto lontana per bellezza alla chiesa originale.
- Il convento francescano[15].

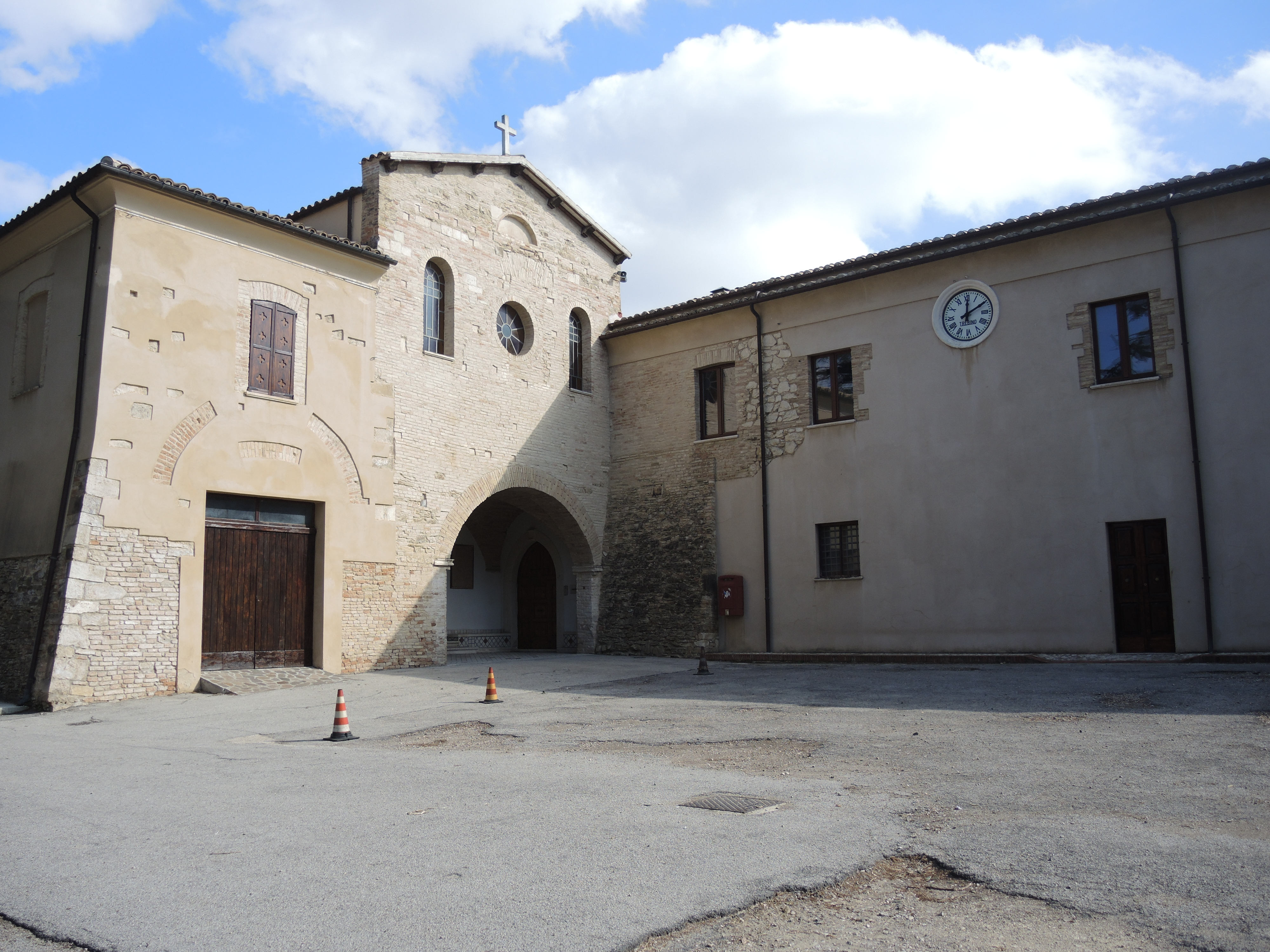
Convento della Santissima Annunziata

Risale al XIII secolo, e si trova in contrada Feuduccio. Benché danneggiato nella seconda guerra mondiale, è stato perfettamente restaurato secondo i canoni medievali. Il complesso conventuale ha una chiesa a navata unica, con volte a crociera, e l'edificio per ospitare i pellegrini, collegato alla chiesa mediante il chiostro ad archi. Dal convento si può anche percorrere la passeggiata verso la grotta della Madonna di Lourdes.
- Chiesetta di Padre Pio da Pietrelcina del Moggio: è una piccola cappella in contrada Moggio, risalente agli anni '90. Ha aspetto classico, di una chiesa a pianta rettangolare, con facciata a capanna, decorata da portale architavato, sulla destra sorge il campanile a vela con due livelli per le campane, e timpano triangolare. L'interno è moderno e sobrio con altare presso l'abside semicircolare; sulla destra sorge la casa canonica.

### Architetture civili

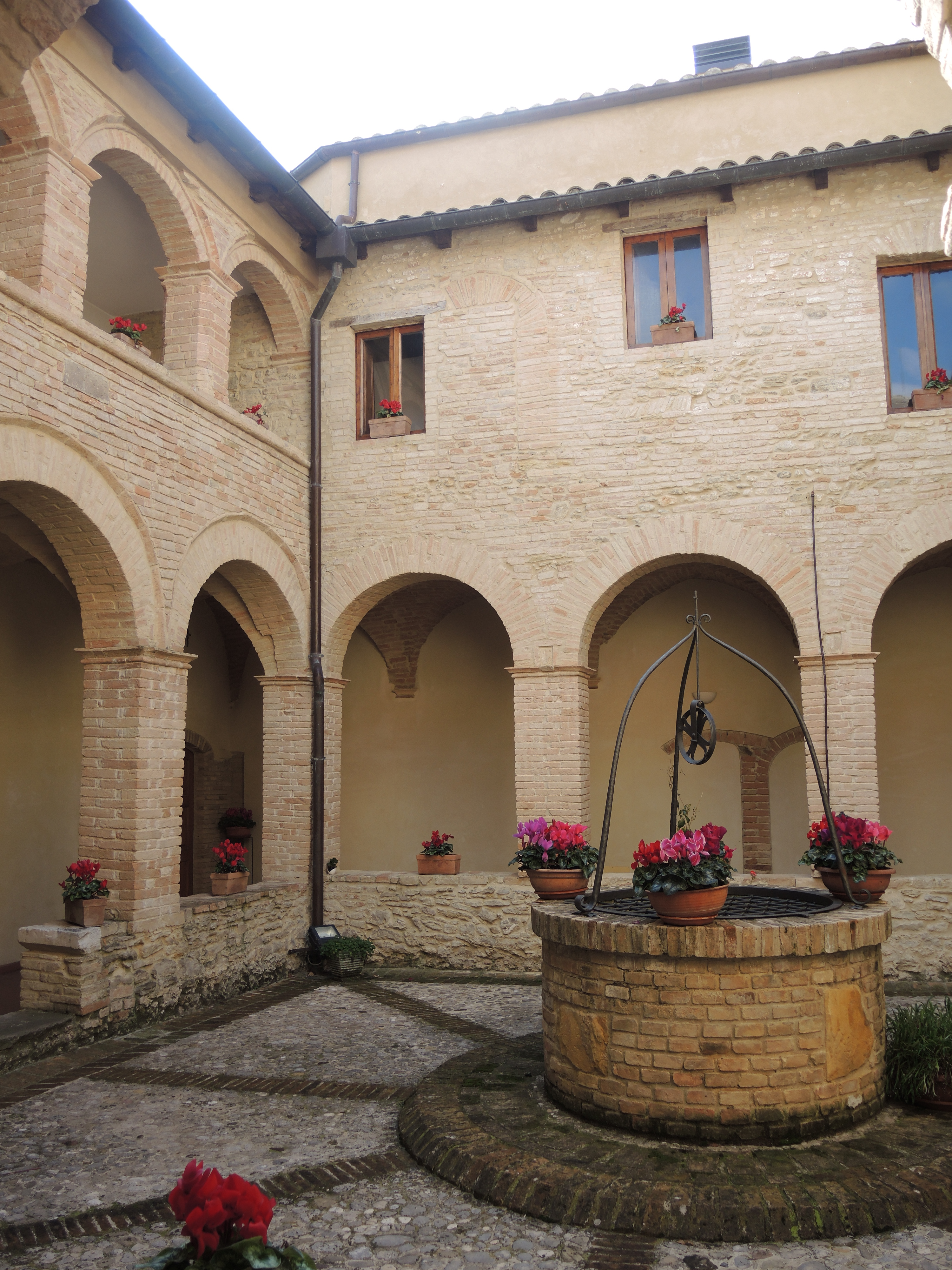
Chiostro conventuale dell'Annunziata

- Teatro comunale "Camillo De Nardis" : in Piazza Mazzini, nonostante i gravi bombardamenti che hanno pesantemente danneggiato il tessuto cittadino, il teatro si conserva ancora, almeno per l'esterno, nell'aspetto originario. Il palazzo risale alla metà dell'Ottocento, usato principalmente come Municipio, e poi come teatro, attualmente dedicato al musicista orsognese De Nardis, di cui esiste anche un premio per il Concorso musicale internazionale "Domenico Ceccarossi", altro illustre musicista orsognese. Il teatro è stato ristrutturato nel 1994, con 270 posti, ma ristrutturato maggiormente nel 2016-18, per tornare in piena attività, accessibile da Piazza Mazzini (l'ingresso municipale è stato spostato in via Roma), l'interno si presenta moderno, con una grande fila superiore di palchi stile odeon, sostenuta da pilastri,l e i posti a sedere della platea. L'esterno è di gusto neoclassico, con scansione regolare di finestre, balconata monumentale al primo piano all'altezza della sala consiliare, tre grandi porte di accesso fasciate in bugnato, e una torretta quadrata posta in cima, sede dell'orologio civico.
- La statua di Raffaele Paolucci. È sita nella piazza principale. È stata realizzata da Nicola D'Antino. È stata inaugurata il 25 maggio 1967[16]

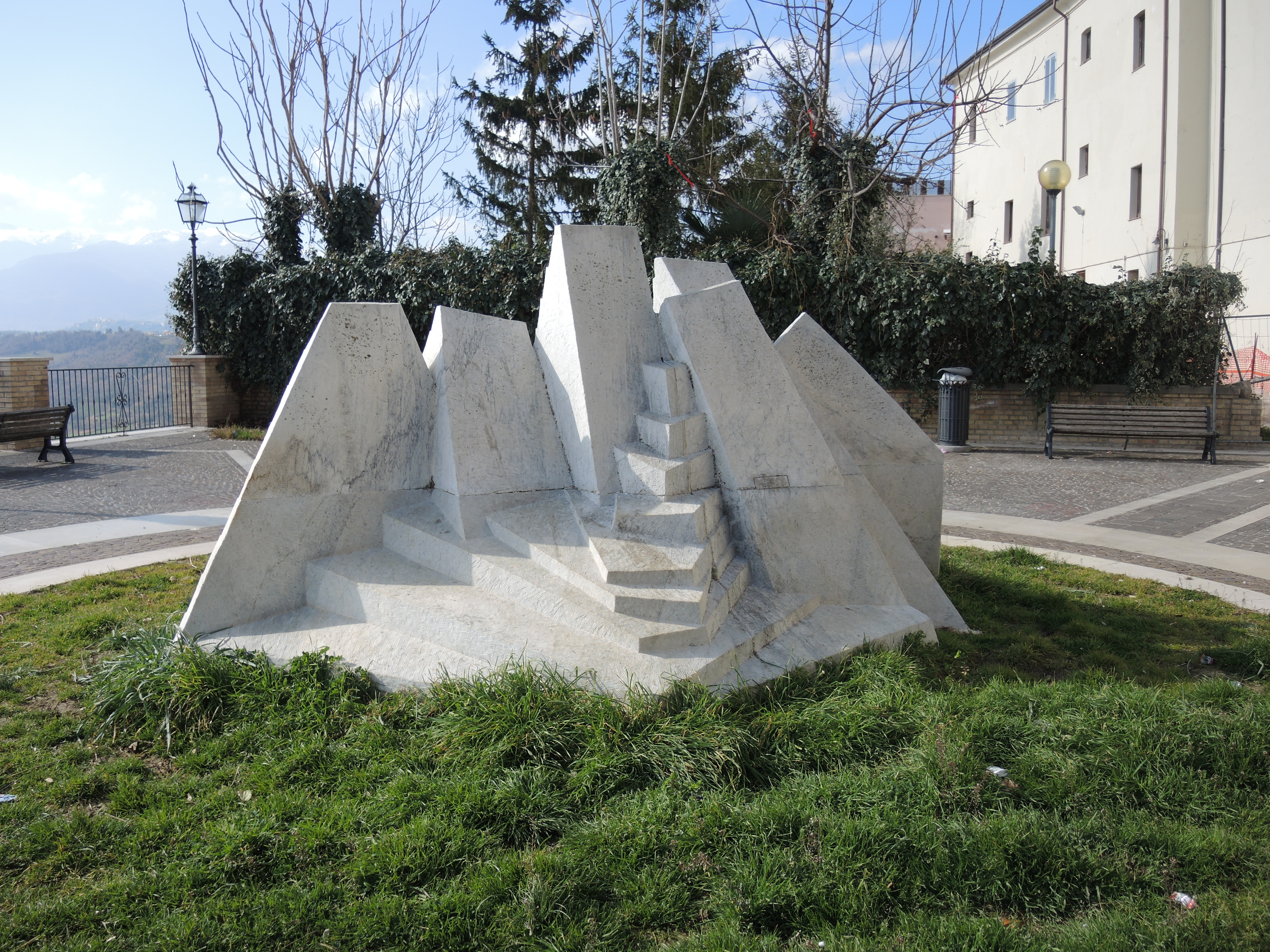
Monumento alla Maiella

- Monumento a San Francesco d'Assisi: si trova in contrada Feuduccio, presso il piazzale di accesso al convento della Santissima Annunziata. Il monumento è di recente fattura, poggiante sopra un piedistallo a trapezio isoscele rovesciato in travertino: la statua rappresenta il santo d'Assisi nell'atto di predicare agli uccelli.
- Monumento alla Maiella: si trova sul piazzale della chiesa di San Nicola, al termine di via Roma, dove si trovava la cappella della Madonna del Rifugio, distrutta nel 1943. Costruito nel 2010 sopra un'antica fontana a vasca circolare, rappresenta il gruppo montuoso della montagna Maiella, in affaccio dal belvedere attiguo, realizzato interamente in calcare della montagna.

### Aree naturali
- Viali alberati e parchi:
- la pineta[17], questa pineta si trova nella zona periferica occidentale di Orsogna, al termine del viale Paolucci, e si estende per tutto il declivio del colle sotto i calanchi, fino al Parco delle Rimembranze con il sacrario dei caduti della Grande Guerra. Una parte della pineta, consistente in cedri e pini, è stata attrezzata come parco giochi. Una pineta orientale, detta "Parco di Sotto", si trova lungo corso Trento e Trieste, verso il quartiere popolare, ed è stata sempre riqualificata come area giochi ed eventi, essendoci anche un circolo tennis.
- viale Raffaele Paolucci[18]: il viale parte dalla Piazza Mazzini e arriva alla strada statale per Guardiagrele in direzione occidentale. Il viale è caratterizzato da costruzioni civili, alcune anche antiche, come un palazzetto neogotico sopravvissuto alla guerra, ma anche lateralmente, sia a nord, che sud, da lunghi giardini alberati, che arrivano a fondersi nella pineta comunale Nord, e nel Parco delle Rimembranze. Il viale è simile al Corso Trento e Trieste sul lato opposto a Oriente.

- il Parco della Rimembranza:

anticamente contava un albero per ogni caduto in guerra ed era sito presso il tratturo che dà a nord-ovest al centro abitato e alle villette presso la pineta del viale Paolucci. Causa la mancata recinzione, la non sufficiente cura di questo parco e la noncuranza dei passaggi di greggi durante la transumanza il parco fu rovinato irreparabilmente..
Il parco venne perciò trasferito nel 1926 in un vecchio cimitero abbandonato nei pressi, poiché il cimitero nuovo fu realizzato lungo la strada per Ortona. Vennero ripiantati degli altri alberi che presero il posto delle precedenti piante e, forse, dei precedenti loculi e tombe del diroccato cimitero abbandonato. Il nuovo parco fu opera di Raffaele Paolucci tranne una croce, opera di Pietro Canonica. L'inaugurazione del nuovo parco venne fatta col patrocínio dell'allora principe Umberto di Savoia.
Si conserva presso il parco il Sacrario dei Caduti della Grande Guerra, realizzato nel 1922-26 in stile neoclassico, a tempietto greco circolare, con la cupola, e ordine di colonne ioniche a capitello, e il sacello interno.
- Parco territoriale attrezzato dell'Annunziata: si trova in contrada Feuduccio, anticamente feudo dei Francescani del convento del Ritiro dell'Annunziata, ed oggi riserva naturale protetta. Il parco è liberamente accessibile dal piazzale di questo convento.

### Architetture militari

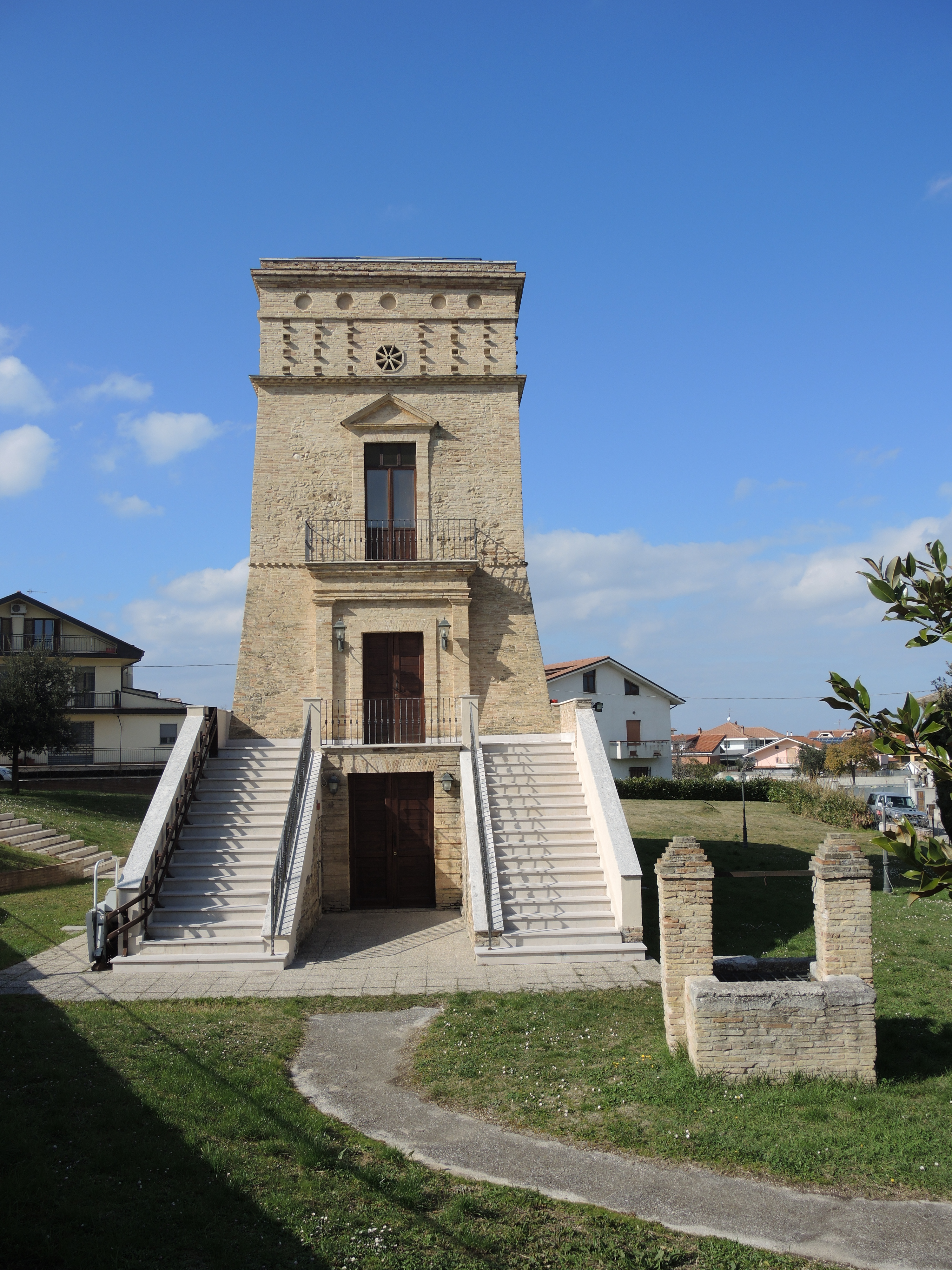
Torre di Bene

- La Torre di Bene.

Forse è stata ricostruita dal proprietario da cui prende il nome nel XIX secolo su ruderi preesistenti di una torre medievale danneggiata dalla guerra. Vi soggiornarono il pittore Michetti e lo scrittore D'Annunzio. È stata restaurata nel 1994, e poi nel 2010. Attualmente è sede di diverse mostre
La Torre sorge in via San Francesco, è caratterizzata da una pianta quadrangolare con base a scarpa, e presso la facciata una moderna scalinata che permette l'accesso, mentre altri accessi sono sul lato di fianco e sulla parte posteriore. Dei cornicioni marcapiano scandiscono orizzontalmente la struttura in due grandi settori, più il terzo ammezzato della torretta colombaia. Tali settori sono in mattone cotto semplice, con dei beccatelli presso le cornici, e ordine regolare di finestre, una per lato, con timpano triangolare.
.
- Il monumento ai caduti.

Fu costruito nel 40º anniversario delle devastazioni della II guerra mondiale ad Orsogna. È in bronzo, affacciato all'ingresso del corso Trento e Trieste da viale Rosica. Raffigura dei personaggi stilizzati ridotti in scheletro. Le braccia a forma di ali rappresentano la Divina Provvidenza che porta tali personaggi in Paradiso..
Cappella Paolucci
Si trova nel cimitero del Parco della Rimembranza, fatta realizzare dall Raffaele Paolucci in stile a tempio neoclassico ottagonale, con cupola.

### Monumenti scomparsi
Gran parte del di questi monumenti è andata distrutta con la seconda guerra mondiale. 
Castello medievale
Fu costruito nel XIII secolo da Federico II di Svevia, nel 1238, e passò alla famiglia Colonna nel 1294, successivamente agli Orsini e nuovamente ai Colonna nel 1512. Il castello si trovava in piazza Mazzini (antico Largo Mercato), l'area attorno al castello dove sta la chiesa di San Nicola era detta "Rione Piano Castello", e fu completamente devastata nel 1943-44, sicché oggi di antico resta solo la chiesa. Il castello era un imponente edificio rettangolare con due torri quadrate ai lati della facciata, anche se profondamente modificato in residenza gentilizia nel XVIII-XIX secolo, perdendo quasi tutto dell'aspetto medievale, se non per i torrioni inglobati. Era diviso in due piani. Fu pesantemente bombardato nell'aprile 1944, rimase in piedi un lato con la torre, che fu abbattuto definitivamente; e oggi vi sorge sopra un palazzo moderno anonimo degli anni '60, e l'edificio delle poste accanto.
Antica chiesa di San Rocco
Sorgeva in piazza Mazzini all'imbocco del corso Umberto I. La chiesa attuale è frutto di una ricostruzione del 1947-49 sopra la preesistente, che fu gravemente danneggiata nella seconda guerra mondiale, con lo sfondamento della facciata, del tetto sopra la navata, del portico laterale. La chiesa era una delle più belle di Orsogna, eretta forse nel XVII secolo per ringraziare San Rocco contro la peste; dopo il terremoto di Orsogna del 1881, fu restaurata in stile eclettico, in parte liberty, in parte neogotico, con un elegante porticato ad archi sul lato piazza, presso il fianco, e un rosone sulla facciata e portale neoromanico, e decorazione ad archetti ciechi del timpano triangolare di facciata; il campanile era una torre con cuspide piramidale decorata. Verlengia ricorda che sino al 1946 si era salvato un paliotto d'altare del XVII secolo, che fu poi trafugato da ignoti, dato l'abbandono dell'edificio dopo la guerra; la statua processionale con gli ori ex voto del popolo, fu invece salvata.
Chiesa di San Giovanni Battista
Era la chiesa del quartiere omonimo di cui era la parrocchia, lungo via Salvatore Rizzacasa, presso lo spiazzo del parco pubblico omonimo all'incrocio con via G. Paolucci e fu distrutta nel 1944. Fu costruita nel XVII secolo, forse su preesistente edificio, con pianta rettangolare a navata unica. Aveva il campanile a vela sopra la facciata a capanna, e una piccola cupola sul transetto. Nell'area dell'antica chiesa oggi si trova un parco giochi, in via S. Rizzacasa.
Chiesa di Santa Maria del Rifugio o della Madonna Nerasi trovava in via Roma, presso il sagrato della parrocchiale di San Nicola. Edificata nel XVI secolo, secondo lo storico Antinori sarebbe più antica, perché parla di una cappella del 1341 voluta dal Monsignor Luca della Guardia. Una seconda campana, che permette di tracciare la storia della chiesa, risale al 1544, voluta dalla Confraternita che risiedeva nella cappella. Veniva considerata come una delle chiese più illustri della città, vi si svolgevano le processioni del Cristo Morto, per questo soprannominata "chiesa della Madonna Nera". Di questa Madonna Addolorata, detta però anche "del Riparo", si conservava anche un affresco, presso il capo altare, della Vergine in stile bizantino che raccoglieva sotto il manto i fratelli e le sorelle della confraternita. Infatti la venerazione per questa Madonna ha fatto sì che dopo la distruzione della guerra, una statua della Vergine che accoglie sotto il mantello dei piccolo devoti, fosse costruita in una cappella della parrocchia di San Nicola. Benché la chiesa sia andata distrutta nei vari bombardamenti del 1943-44, la festa della Madonna Nera è ancora oggi celebrata, tra il lunedì e il martedì dopo la Pasqua, in virtù di una tradizione che vuole che la statua della Madonna muovesse gli occhi allo scoccare della mezzanotte. Nelle fotografie storiche, la chiesa si presentava in stile barocco, con facciata in laterizio rivolta sul belvedere, il retro era posto su via Roma, con il campanile a vela; lo si evince dalle caratteristiche classiche, portale architravato, finestrone centrale e timpano triangolare, un campanile a vela laterale, e impianto a navata unica, con interno scandito da paraste ad archi a tutto sesto.
Cappella del Monsignore
Si trova lungo la strada provinciale Ortonese, per il cimitero. Risale ai primi anni del Novecento,  realizzata da Monsignor Livio Parladore di Orsogna, in stile eclettico,  come dimostrano decorazioni in foglie di pietra sul cornicione bianco. La chiesa era un tempio cattolico rurale, distrutto quasi del tutto durante la seconda guerra mondiale. Rimane in piedi la grande facciata, in mattoni cotti, con il portale a tutto sesto, e un arco simile nella parte centrale. Sul cornicione superiore vi sono decorazioni ottocentesche, dallo stile classicheggiante a tralci vegetali.

## Cultura

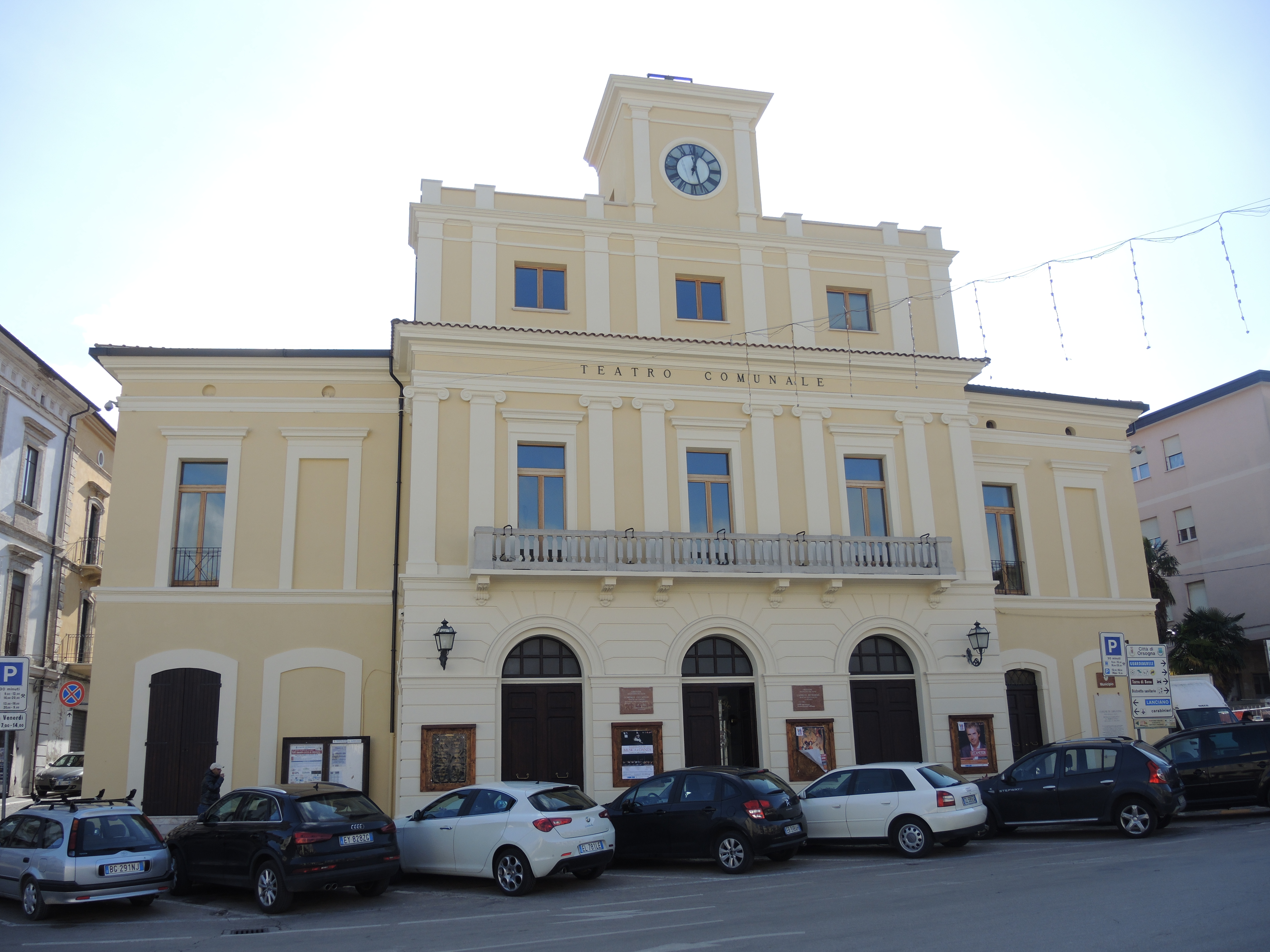
Municipio e Teatro

### Pittura

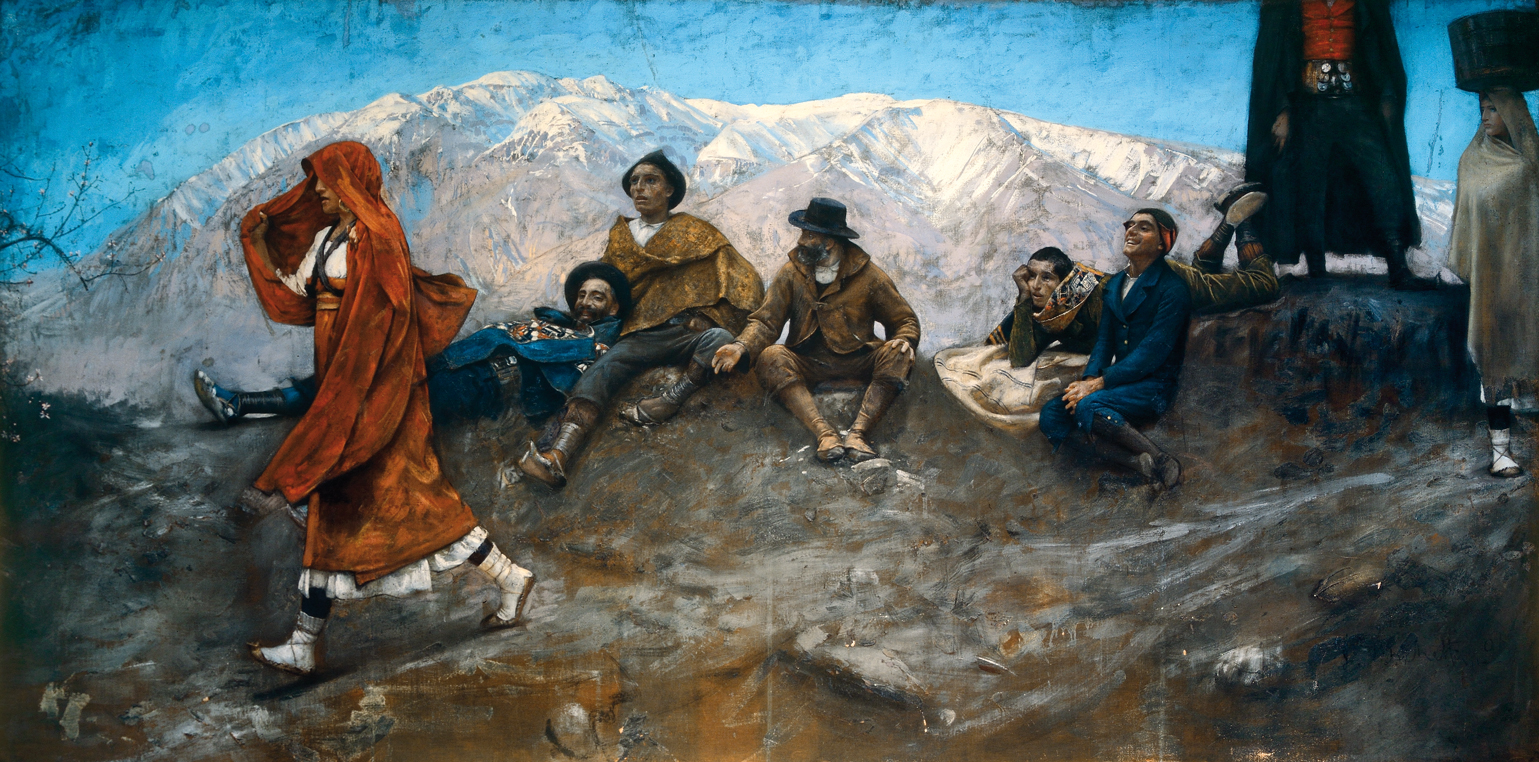
La figlia di Iorio, il quadro del Michetti

- Il quadro della "Figlia di Iorio".

Il quadro fu dipinto da Francesco Paolo Michetti. Il quadro vinse il primo premio alla Biennale di Venezia del 1895. Secondo alcuni studiosi il quadro fu dipinto nello studio dell'artista a Francavilla e non ad Orsogna come sostengono molti altri. Per il personaggio di Mila di Codra, protagonista femminile dell'omonima opera di Gabriele D'Annunzio, posò, come modella, l'allora diciannovenne Giuditta Saraceni, mentre, per Aligi, il protagonista maschile della stessa opera dannunziana, posò un contadino, forse della zona.

### La Banda di Orsogna
Fu fondata nel 1797 come "rinomata Banda Rossa", così denominata per le giubbe rosse delle uniformi, diretta dal Maestro Raffaele Di Sipio, allievo di Cesare De Santis, professore del Santa Cecilia di Roma. La banda presto divenne una componente fondamentale delle tradizioni festive orsognesi; nel 1861 i briganti di Mecola ad esempio vennero accolti trionfalmente dalla banda civica, diretta da Ireneo Parlatore, mentre veniva portato in processione il quadro di San Nicola. Nel 1927 la banda, sotto al direzione del Maestro Gino Di Nizio, assunse il nome "Grande Banda d'Abruzzo - Orsogna", debuttando in diverse tournée, anche a Napoli e in Puglia. Solo in un caso la banda attraversò un momento buio, quando dovette suonare nella vicina Guardiagrele, storica rivale del paese, nel giorno di San Rocco, quando scoppiò una tremenda rissa. La rissa raggiunse l'oltraggio politico, e molti bandisti vennero arrestati, tra cui il noto cornista Domenico Ceccarossi. La banda attraversò un altro momento buio durante la guerra. Nel 1947 si tentò di ricostituirla, ma senza successo, e ciò fu possibile solo negli anni '50, benché spesso e volentieri, ancora oggi, rinsanguata nel numero da altri membri provenienti dai paesi accanto, come Poggiofiorito, Arielli, Miglianico, Filetto;  i maestri continuano ad esibirsi nelle principali ricorrenze, tra tutte la cerimonia dei Talami del Lunedì dell'Angelo.

### Lu Sant'Antonie
Tipica festa abruzzese in ricordo di Sant'Antonio Abate, si celebra il 16 gennaio, con canti e balli itineranti per il paese, nonché nelle scuole elementari e medie, con messe in scena di Sant'Antonio tentato dal Demonio e liberato dagli angeli. La festa continua con la benedizione degli animali in piazza, e con mangiate negli stand gastronomici.

### Notte Rosé
Si celebra la notte del 14 agosto, per celebrare il Ferragosto, ossia il giorno dell'Assunzione. Dato che Orsogna è nota per la produzione del vino, da circa un decennio una delle feste a carattere civile più famose della cittadina è diventata proprio l'Edizione Notte Rosé, organizzata dai dirigenti delle cooperative vinicole sociali del territorio. Il centro del paese, soprattutto viale Paolucci e Piazza Mazzini, a notte inoltrata danno inizia a un programma di degustazioni di vini e concerti musicali di gruppi più o meno famosi nel panorama nazionale. Il centro storico tuttavia diventa un percorso itinerante per la degustazione, in appositi siti scelti, dei vini locali, mentre degli occhi di bue e dei fari tingono i palazzi con luci rosa.

### Festa dei Talami

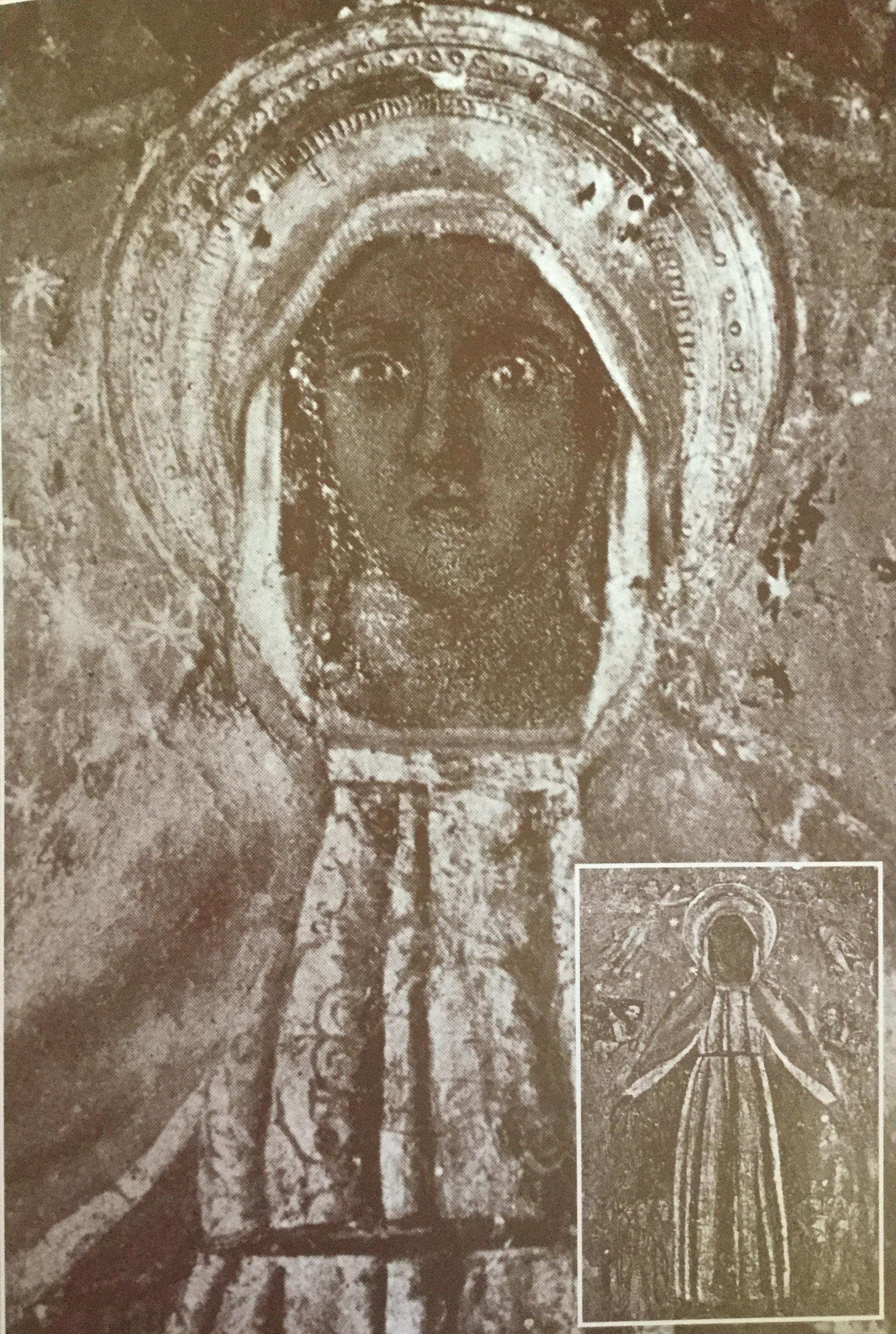
Foto dell'affresco della chiesa della Madonna del Rifugio, o Madonna Nera (largo San Nicola), andata distrutta durante la guerra. Nella chiesa esisteva la Congrega del Rifugio, che promosse la rappresentazione allegorica dei Talami

Trattasi di una rappresentazione teatrale di carri allegorici raffiguranti scene tratte dalla Bibbia.
Si svolge il Martedì 
di Pasqua ed il 15 di agosto di ogni anno
Si tratta di un gruppo di sette quadri biblici tratti dall'Antico e Nuovo Testamento, portati in sfilata per le vie principali della città (corso Raffaele Paolucci, piazza Mazzini, via Rosica, corso Trento e Trieste) sia il Lunedì dell'Angelo che il giorno di Ferragosto. La manifestazione nacque nel periodo medievale, coniugano la devozione religiosa a riti propiziatori per il futuro raccolto. Sui palchi immobili in pose plastiche, attori giovani e meno giovani scelti tra i cittadini interpretano scene allegoriche (la Genesi, Caino e Abele, la Natività, il Figliol Prodigo, scene della Passione, Resurrezione); in alto ad ogni pannellone si trova una grande sole a raggi in legno dorato, con legata una "madonnina" interpretata dalle ragazzine del paese, rappresentando la Madonna del Rifugio, cui è dedicata la sagra. Infatti il primo talamo fu realizzato in onore della Madonna, di cui presso il sagrato della chiesa di San Nicola esisteva la chiesa, distrutta nel 1943-44. I fedeli misero in scena il quadro che sovrastava l'altare maggiore, nel quale la Madonna dal viso scuro (detta Madonna Nera di Loreto), copriva col manto azzurro quattro persone in preghiera.

### Il coro folcloristico

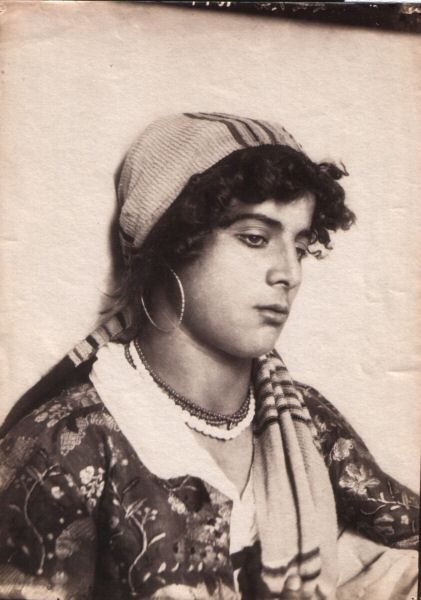
Ragazza di Orsogna, fotografia di Wilhelm von Gloeden

Il coro folcloristico fu fondato nel 1921 venendo in seguito intitolato alla "Figlia di Jorio" in memoria di un quadro di Francesco Paolo Michetti, quadro che ritrae Giuditta Saraceni, una donna del luogo in costume locale con il panorama visto da Orsogna.
Il coro, oltre i cori locali, è impegnato a diffondere le usanze, le tradizioni e le usanze locali...

### Il Teatro di Plinio, il teatro 80 ed il circolo artistico
Il teatro di Plinio porta in scena le opere di Plinio Silveri, a questo teatro si ispira il teatro ottanta. Il circolo artistico locale ospita mostre di pittura, di presepi e di sculture...

## Economia
Orsogna ancora oggi incentra la sua economia sull'agricoltura, e anche sul turismo. Di recente si è specializzata nell'industrializzazione della produzione vinicola, con le cantine sociali situate sulla strada statale Marrucina (o via Ortonese) la Cooperativa Olearia Vinicola, poi la Cantina Orsogna posta accanto, e la Cerretano.

## Società

### Evoluzione demografica
Abitanti censiti

### Geografia antropica
Purtroppo a causa degli ingenti bombardamenti alleati del 1943 e dei cannoneggiamenti nazisti, Orsogna ha perso gran parte del suo patrimonio artistico, risultando uno dei comuni abruzzesi ad essere stato tra i maggiormente provati dalla guerra. Tuttavia, ancora oggi, si riconoscono i quartieri che dividono il borgo:
- Piano Castello (lu Pian): determinato da piazza san Nicola, via Roma (ex via municipio), via Camillo de Nardis, piazza Mazzini (ex Largo Mercato), è la parte più antica, sopra il rialzo del colle dove si trovava io castello, affacciato da via de Nardis su piazza Mazzini. L'elemento più antico oggi conservatosi è la parrocchia di San Nicola.

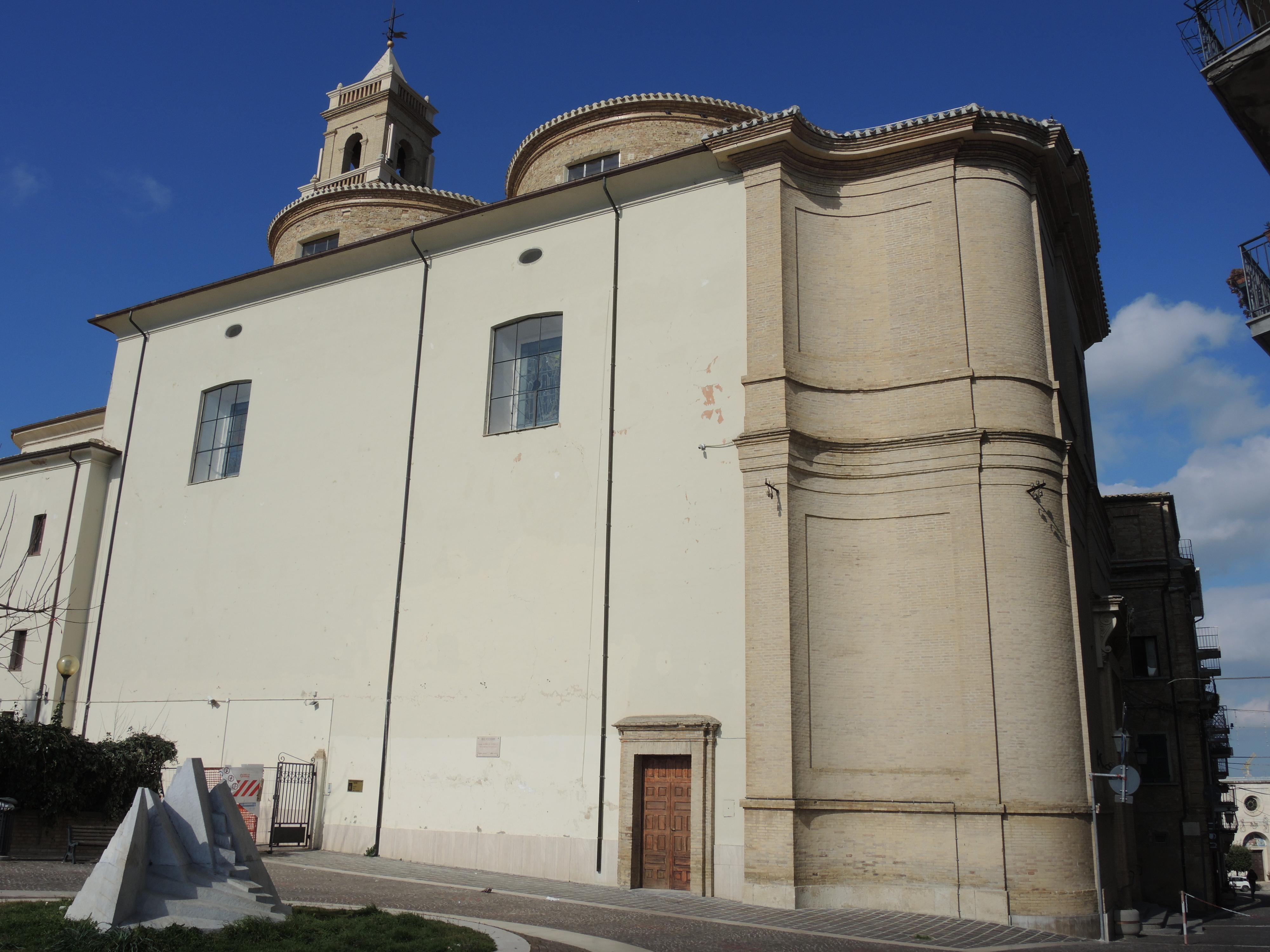
Piazzale della chiesa di San Nicola

- Quarto a Monte (Quart'ammonte): delimitato da viale Paolucci (ex corso Occidentale), via Livio Parlatore, via Collemese e via Adriatico, sorse negli anni 20 del Novecento, come area residenziale per famiglie borghesi, con abitazioni collegate le une alle altre, terminando in piazza Mazzini, da ambo i lati dello stradone Paolucci. Ha un belvedere verso via Parlatore.
- Quarto della Villa (Quart de la Ville): delimitato da piazza Mazzini, via San Rocco via don Rocco Pace, corso Umberto I, via Adriatico, via Vittorio Bachelet; è sorto nei primi anni del Novecento, ad assi ortogonali, nei pressi della chiesa di San Rocco e della scuola elementare.
- Quarto di San Giovanni (Quart di San Giuànn): delimitato da via Rizzacasa, via Roma, via Borgo Romano, piazza San Giovanni, deve il suo nome alla chiesa del santo, situata in estremità del colle verso la valle dei calanchi, distrutta nella guerra. Le abitazioni a causa dei danni sono state in gran parte ricostruite.
- Quarto a valle (Quart a 'bball): delimitato da via Achille Rosica e viale Trento e Trieste, piazza dei Caduti (ex corso Orientale con piazza Grande). Sorse nei primi anni del Novecento come quartiere popolare, a ridosso del colle verso il vallone della fontana pubblica. Vi si trova un grande parco pubblico col Monumento ai caduti della Seconda guerra mondiale.

### Frazioni
Feuduccio (contrada Convento dei Cappuccini), Ritiro, San Basile, Sterparo, Valli-Coste di Moro.

## Amministrazione
| Periodo        | Periodo        | Primo cittadino         | Partito                                                                             | Carica  | Note          |
| -------------- | -------------- | ----------------------- | ----------------------------------------------------------------------------------- | ------- | ------------- |
| 23 aprile 1995 | 12 giugno 2004 | Fabrizio Montepara      | Lista civica di centro-destra (1995-1999) Lista civica di centro-destra (1999-2004) | Sindaco | [ 32 ] [ 33 ] |
| 13 giugno 2004 | 25 maggio 2014 | Alessandro D'Alessandro | Lista civica di centro-destra Liberi per Orsogna                                    | Sindaco | [ 34 ] [ 35 ] |
| 25 maggio 2014 | 26 maggio 2019 | Fabrizio Montepara      | Lista civica di centro-destra Liberi per Orsogna                                    | Sindaco | [ 36 ]        |
| 26 maggio 2019 | 9 giugno 2024  | Ernesto Salerni         | Lista civica di centro-destra Liberi per Orsogna                                    | Sindaco | [ 37 ]        |
| 9 giugno 2024  | in carica      | Andrea Marinucci        | Lista civica Orsogna rinasce insieme                                                | Sindaco | [ 37 ]        |

Fino al 31 dicembre 2012 ha fatto parte dell'Unione dei comuni della Marrucina.

## Sport

### Calcio
Il comune ha una piccola squadra, l'Orsogna Inside, milita in Terza Categoria di Chieti girone A.

## Economia
Nel territorio comunale è sviluppata la produzione di vino.

## Cucina
Ad Orsogna si producono pasta alla chitarra, le pallotte cacio e ova (in dialetto locale "pallotte casce e ove"), la focaccia di farina di mais con la verdura (in dialetto locale "pizz' e ffuje"), la focaccia col granturco (In dialetto locale "pizz' di randigne", le lumache col sugo (in dialetto locale "ciammaiche al sugo") al "cif e ciaf" fatto con il guanciale di maiale a pezzetti, crispelle di patate, la pupa di Pasqua in pasta di mandorle (dolce pasquale tipico locale a forma di bambola), ciambelle fritte senza buco (in dialetto locale "li ciaunelle"), i taralli natalizi e le pizzelle.